# Szilágyi Ferenc (operaénekes)

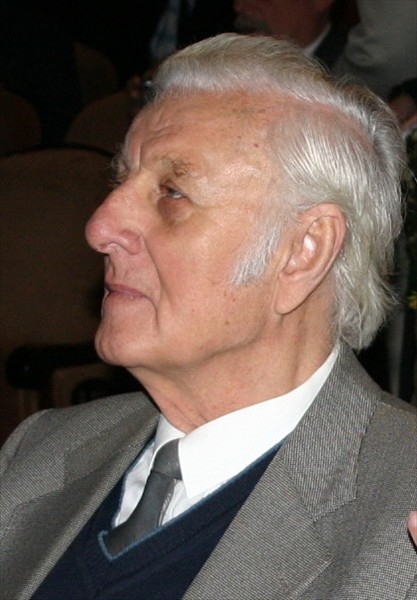
2007-ben (Horváth László felvétele)

Szilágyi Ferenc (Magyarkapus, 1925. október 31. – Kolozsvár, 2010. június 18.) erdélyi operaénekes, tenor, a Kolozsvári Magyar Opera örökös tagja.

## Életpályája
Kalotaszegi hagyományon alapuló neve Szilágyi Kula Ferenc. Szülőfalujában, majd a kolozsvári Brassai Sámuel Gimnáziumban tanult. Kilencéves volt, amikor apja meghalt. Korán dolgozni kezdett, munkásként dolgozott Kolozsváron. A Triumf autógyertyagyár műkedvelő csoportjában figyeltek fel tehetségére. 1953-tól a kolozsvári magyar opera kórustagja, majd kisebb szerepeket is kapott, de teljes jogú szólista csak 1960-ban lett. Első nagyobb szerepe  Lehár Cigányszerelem című operettjében Ionel, majd rövidesen Turiddu szerepe Mascagni Parasztbecsület című operájában.
Vendégszerepelt Magyarországon, Lengyelországban, a Szovjetunióban, Jugoszláviában. Rendszeresen fellépett a rádióban és  a televízióban.

## Főbb szerepei
- Erkel: Bánk bán és Hunyadi László címszerepei
- Beethoven: Fidelio (Florestan szerepe)
- Verdi: A trubadúr (Manrico)
- Verdi: Az álarcosbál (Richard)
- Verdi: Don Carlos (címszerep)
- Verdi:  Aida (Radames)
- Verdi:  Othello (címszerep)
- Verdi: Attila (Foresto)
- Bizet: Carmen (Don José)
- Csajkovszkij: Pikk dáma (Hermann)
- Puccini: Pillangókisasszony (Pinkerton)
- Puccini: Tosca (Cavaradossi)
- Puccini: Turandot (Calaf)
- Leoncavallo: Bajazzók (Canio)
- Wagner: Nürnbergi mesterdalnokok (Walter von Stolzing)
- Wagner:  Tannhäuser (címszerep)

és operettszerepek.

## Díjai
- Gróf Bánffy Miklós-díj (2002)
- Életműdíj (EMKE) (2005)